# مدرسة نينغبو تراخت الدولية
مدرسة نينغبو تراخت الدولية هي مدرسة دولية خاصة تقع في نينغبو، الصين.

## الروابط الخارجية
1. ↑  International Baccalaureate: IB World Schools http://www.ibo.org/school/006564/ نسخة محفوظة 26 أغسطس 2015 على موقع واي باك مشين.

- Ningbo Zhicheng School International Official Site  نسخة محفوظة 17 أبريل 2011 على موقع واي باك مشين.
- International Baccalaureate Authorization
- American Education Reaches Out (AERO)
- United States Common Core State Standards